# The Last King – Der Erbe des Königs
The Last King – Der Erbe des Königs (Originaltitel Birkebeinerne) ist eine norwegische Historienfilmkooperation aus dem Jahr 2016 von Nils Gaup.

## Handlung
Norwegen im Jahr 1204: König Håkon und seine Birkebeiner müssen den Thron Nidaros gegen die Bagler, Rebellen und Krieger aus Dänemark, verteidigen. Diese fordern die Herrschaft über das östliche Norwegen. Gisle plant mit der ehemaligen Königin Margaret eine Verschwörung gegen König Håkon, um sie wieder auf den Thron zu bringen. Ihre Tochter Kristin wird Zeugin der Pläne, konfrontiert ihre Mutter damit, gibt aber nach, als diese ihr mitteilt, dass eine Aufdeckung der Verschwörung ihren Kopf koste.
Schließlich vergiftet Margaret Håkon und flüchtet sich in ihre Heimat Schweden. Im Sterben gibt der König zu, dass er mit einer Frau namens Inga einen Bastard zeugte. Torstein und Skervald machen sich daher auf die Suche nach dem Thronfolger. Als Sündenbock für den feigen Giftmord muss Inge, Bruder von Gisle, herhalten. Gisle plant außerdem, Kristin zu heiraten. Skervald schafft es, Inga und ihren Sohn in Sicherheit zu bringen, wird aber von Baglern unter der Führung des Ritters Orm gefangen genommen. Unter Erpressung gibt Skervald schließlich den Aufenthaltsort des Jungen preis. Skervald kommt im Lager der Birkebeiner an, um sie vor dem bevorstehenden Angriff zu warnen. Aufgrund dessen Verrats plant der Festungsführer, Skervald hinzurichten. Im Tumult folgt der Angriff der Bagler und im Gefecht können Skervald, Torstein, Inga und der kleine Håkon fliehen.
Torstein und Skervald erreichen ein Dorf und gründen eine Bürgerwehr für den letzten Kampf gegen die Bagler. In der Schlacht gelingt es Skervald, Orm zu erschlagen, er erleidet allerdings ebenfalls eine tödliche Wunde. Am Tag der Hochzeit zwischen Gisle und Kristin dringen Torstein und die anderen Birkebeiner in Nidaros ein und befreien Inge. Danach wird Gisle wegen Hochverrats festgenommen. Das Baby Håkon wird nachher als Thronfolger vorgestellt.

## Hintergrund

### Produktion
Gedreht wurde im norwegischen Lillehammer und Sogndal sowie in Ungarn.

### Veröffentlichung
Der Film feierte am 6. Februar 2016 in Lillehammer seine Premiere. Der Film wurde unter dem Titel The Last King – Die Schlacht der Könige im Fernsehen ausgestrahlt. In Deutschland startete er am 22. September 2016 in den Videoverleih.

## Rezeption
„Der Film überzeugt in den visuell sehr ansprechenden Verfolgungsjagden und einer dringlichen Landschaftsfotografie. Weniger überzeugend fällt das Intrigenspiel am Hof aus, das mit hölzernen Figuren und einer unbeholfenen Dramaturgie die politischen Schachzüge auf triviale Muster herunterbricht.“

„Geschichtslektion mit tollen Schauwerten.“

Cinema schreibt weiter, dass die Rettungsaktion im Film von Regisseur Nils Gaup realistisch, „aber auch anrührend und mit viel Action“ gedreht wurde.
Oliver Armknecht vergibt in seiner Filmreview auf Film-Rezensionen sieben Punkte und lobt die Idee, dass die Protagonisten überwiegend auf Skiern unterwegs sind.
Auf Rotten Tomatoes hat der Film einen Anteil von 89 % positiver Stimmen bei 9 Reviews. Im Audience Score, der Zuschauerwertung, hat der Film bei mehr als 250 Abstimmungen eine Wertung von 45 %. In der Internet Movie Database hat der Film bei über 7.700 Stimmabgaben eine Wertung von 6,1 von 10,0 möglichen Sternen (Stand: März 2024).